# Liste des évêques de Grand-Bassam
Cet article présente une liste des évêques de Grand-Bassam (Dioecesis Bassam Maioris).
L'évêché de Grand-Bassam est créé le 8 juin 1982, par détachement de l'archevêché d'Abidjan.

## Évêques
- 8 juin 1982-† 5 avril 1993 : Joseph Akichi
- 5 avril 1993-19 décembre 1994 : siège vacant
- 19 décembre 1994-27 mars 2010 : Paul Dacoury-Tabley
- depuis le 27 mars 2010 : Raymond Ahoua